# کارفنتانیل
کارفنتانیل (انگلیسی: Carfentanil) یک افیون مصنوعی و یک آنالوگ ساختاری فنتانیل است. این ماده ۱۰,۰۰۰ برابر قویتر از مرفین است، و قوی‌ترین افیون مصنوعی بشمار می‌رود. کارفنتانیل برای اولین بار در سال ۱۹۷۴ توسط تیم شیمیایی در جیسون فارمیسویتیکا که شامل پل جانسن بود ترکیب گردید. کارفنتانیل تحت نام تجاری ویلدنیل به عنوان عامل بیهوش‌کننده عمومی برای حیوانات بزرگ مانند فیل‌ها در بازار عرضه می‌شود.
سمیت کارفنتانیل در انسان و در دسترس بودن آن در بازار آزاد به لحاظ استفاده بالقوه آن به عنوان سلاح کشتار جمعی توسط کشورهای یاغی و گروه‌های تروریستی موجب نگرانی شده است.
کارفنتانیل به عنوان برنامه II تحت قانون مواد کنترل شده در اداره مبارزه با مواد مخدر آمریکا با DEA ACSCN از ۹۷۴۳ و تراکم تولید سالانه در ۲۰۱۶ با کمیت تعیین شده ۱۹ گرم توسط دولت طبقه‌بندی شده است.

## بحران گروگان‌گیری تئاتر مسکو
در سال ۲۰۱۲، یک تیم از محققان آزمایشگاه‌های دفاع شیمیایی و زیست‌محیطی بریتانیا در پورتون داون، کارفنتانیل و رمی فنتانیل را در لباس دو بازماندهٔ بریتانیا از گروگان‌گیری در تئاتر مسکو در سال ۲۰۰۲ و در ادرار بازمانده سوم پیدا کردند. این تیم نتیجه گرفت که ارتش روسیه از یک مایع آئروسل کارفنتانیل و رمی فنتانیل برای پایان دادن به گروگان‌گیری چچن در تئاتر مسکو استفاده کرده است.
نویسندگان مقاله قبلی در سالنامه فوریت‌های پزشکی از شواهد موجود مبنی بر اینکه خدمات اورژانسی مسکو در جریان استفاده چنین ماده قرار نداشته‌اند، مورد توجه قرار گرفت اما دستور داده شد تا شبه مواد مخدر را وارد کنند. صدها تن از بیماران، بدون اینکه در جریان باشند در معرض دوزهای بالا شبه مواد مخدر قوی قرار گرفتند.
کارکنان اورژانس به اندازه کافی نالوکسان یا نالتروکسان (دو نوع از متداول‌ترین داروهای ضد مواد شبه مخدر) برای خنثی کردن کارفنتانیل و رمی فنتانیل و نجات جان بسیاری از قربانیان نداشتند. تعداد ۱۲۵ نفر از کسانی که معرض گاز مورد استفاده برای نجات گروگان‌ها بکار گرفته شده بود مشخص گردید که فوت آن‌ها بر اثر هر دو نوع نارسایی تنفسی و استنشاق گاز و هوا در زمان حادثه بوده است.
نویسندگان بر این عقیده هستند که تنها عناصر فعال گاز نابودکننده فرضیه کارفنتانیل و رمی فنتانیل بوده‌اند و بدترین خطر برای قربانیان تئاتر که دچار توقف تنفس شده‌اند محسوب می‌شوند. تهویه مکانیکی و / یا درمان با داروهای ضد شبه مخدر ممکن بود که بسیاری از جانها را نجات دهد.

## واردات از چین
یک مقاله در آسوشیتدپرس سال ۲۰۱۶، «سلاح شیمیایی برای فروش: مواد مخدر غیرقابل کنترل چینی»، فنتانیل، کارفنتانیل و دیگر مشتقات بسیار قوی فنتانیل، به‌طور فعال توسط چندین شرکت شیمیایی چینی به فروش می‌رسند. کارفنتانیل تا اول مارس ۲۰۱۷، ماده شیمیایی کنترل نشده‌ای در چین بود و تا آن زمان به صورت قانونی تولید می‌شد و به صورت آشکارا از طریق اینترنت به فروش می‌رسید.
مقامات در لتونی و لیتوانی گزارش داده‌اند که کارفنتانیل را در اوایل سال ۲۰۰۰ به عنوان یک داروی غیرقانونی توقیف کرده‌اند.
حوالی سال ۲۰۱۶، ایالات متحده و کانادا افزایش قابل توجهی در حمل و نقل کارفنتانیل و سایر مواد مخدر قوی به مشتریان در شمال آمریکا از شرکت‌های عرضه‌کننده مواد شیمیایی چین گزارش نموده‌اند. در ماه ژوئن سال ۲۰۱۶، پلیس سواره نظام سلطنتی کانادا، یک کیلوگرم کارفنتانیل را که از چین فرستاده شده بود، در جعبه ای با نام «لوازم جانبی چاپگر» ضبط کرد. براساس آژانس خدمات مرزی کانادا، این محموله حاوی ۵۰ میلیون دوز مهلک مواد است که برای از بین بردن کل جمعیت کشور کفایت می‌کند. این مواد در بسته‌هایی تعبیه شده بود که روی آن‌ها لیبل کارتریج تونر برای Hewlett-Packard LaserJet خورده بود. آلن لای، افسر مسئول پلیس سواره نظام سلطنتی کانادا در کالگری، که به نظارت بر تحقیقات جنایی کمک کرده بود، گفت: «ما نمی‌دانیم که چرا ماده ای با این قدرت کشندگی وارد کشورمان می‌شود.»

## افزایش استفاده غیرقانونی
مقاله ای در تایم در ماه نوامبر ۲۰۱۶: «هروئین با مواد جدید غافلگیر شده: آنچه که در مورد کارفنتانیل بایستی بدانید» بیش از ۳۰۰ مورد از مصرف بیش از حد کارفنتانیل و چندین مرگ ناشی از مواد مخدر از اوایل ۲۰۱۶ در چندین ایالت از جمله اوهایو، ویرجینیای غربی، ایندیانا، کنتاکی و فلوریدا گزارش شده است. در سال ۲۰۱۷، یک فرد اهل میلواکی، ویسکانسین از مصرف بیش از حد کارفنتانیل درگذشت. به احتمال زیاد به‌طور ناخواسته و در اثر اشتباه با مواد مخدر دیگری مانند هروئین یا کوکائین بوده است. کارفنتانیل اغلب با هروئین یا توسط کاربرانی که معتقدند هروئین مصرف می‌کنند مورد استفاده قرار می‌گیرد. کارفنتانیل یا به هروئین اضافه می‌شود یا به عنوان هروئین فروخته می‌شود، زیرا ارزان‌تر است. خرید و ساختن آن آسان‌تر از هروئین واقعی است (شرکت‌های چینی تبلیغ و فروش کارفنتانیل را از طریق اینترنت انجام می‌دهند و به مشتریان خود در دیگر کشورها مشاوره ارائه می‌دهند که چگونه به صورت غیرقانونی آن را وارد کشور کنند).

## پتانسیل به عنوان یک سلاح شیمیایی
بر اساس مقاله درج شده در آسوشیتد پرس تحت عنوان، «سلاح شیمیایی برای فروش: مواد مخدر غیرقانونی چین»، سمیت کارفنتانیل با گاز اعصاب مقایسه شده است. این مقاله به نقل از اندرو سی. وبر، معاون وزیر دفاع آمریکا برای برنامه‌های مبارزه با مواد هسته ای، شیمیایی و میکروبی از سال ۲۰۰۹ تا ۲۰۱۴، می‌گوید: «این یک سلاح است. شرکت‌ها نباید آن را برای هر کسی ارسال کنند.» وبر اضافه می‌کند: «کشورهایی که ما نگران آن هستیم، علاقه‌مند به استفاده از آن برای اهداف تهاجمی هستند… ما همچنین نگران هستیم که گروه‌هایی مانند داعش می‌تواند آن را به صورت تجاری سفارش دهد.» وبر شیوه‌های مختلفی را که کارفنتانیل می‌تواند به عنوان یک سلاح مورد استفاده قرار گیرد مانند ضربه زدن به نیروهای نظامی و به گروگان گرفتن آنان یا کشتن شهروندان در محیط‌های بسته نظیر ایستگاه‌های قطار را شرح می‌دهد.